# Le Gault-Perche
Le Gault-Perche település Franciaországban, Loir-et-Cher megyében. Lakosainak száma 319 fő (2022. január 1.). Le Gault-Perche La Bazoche-Gouet, La Fontenelle, Le Poislay, Vald'Yerre és Couëtron-au-Perche községekkel határos.

## Népesség
A település népességének változása:
| Lakosok száma | 636  | 490  | 360  | 270  | 316  | 330  | 341  | 342  | 335  | 319  |
|               | 1968 | 1982 | 1990 | 2006 | 2013 | 2015 | 2017 | 2019 | 2020 | 2022 |